# Grand Saline (Texas)
Grand Saline ist ein im Van Zandt County des US-Bundesstaats Texas gelegener Ort mit dem Status City. Das U.S. Census Bureau hat bei der Volkszählung 2020 eine Einwohnerzahl von 3.107 ermittelt.

## Geographie
Grand Saline liegt am U.S. Highway 80, 100 Kilometer östlich von Dallas und 185 Kilometer westlich von Shreveport.

## Geschichte
Die Cherokee-Indianer erwarben im Jahr 1834 durch einen Vertrag Land um das heutige Grand Saline und gewannen Salz, indem sie das Wasser von einem an der Oberfläche liegenden Salzsumpf verdampften. Nachdem das Land für die Ansiedlung freigegeben wurde, erwarben John Jordan und weitere Siedler Grund und Boden und nannten den Ort Jordan’s Saline. Mirabeau B. Lamar vertrieb die Ureinwohner und die neuen Siedler beschäftigten sich weiterhin mit der Salzgewinnung. Aufgrund der sehr einfachen Herstellungsverfahren und der schlechten Transportmöglichkeiten war die Ausbeute jedoch gering. Erst als einige Verbesserungen in den Salzwerken durchgeführt wurden, beispielsweise das Graben flacher Brunnen sowie die Installation von Pumpen, Kesseln und Laufbändern, konnte die Produktion gesteigert werden. Während des Sezessionskriegs wurden die Salzwerke von den Konföderierten übernommen und betrieben. Die Leistung zu dieser Zeit betrug etwa 100 Säcke zu je 100 lb. (45 kg) Salz pro Tag.  Nach Ende des Krieges wurden die Anlagen wieder in Privathand zurückgegeben und die Leistung auf etwa 250 Säcke pro Tag erhöht. Nachdem im Jahr 1872 die Texas and Pacific Railway durch den Ort führte, wurde ein Depot errichtet und der Name der Siedlung in Grand Saline geändert. In den folgenden Jahren wurde die Gewinnungstechnik immer weiter verbessert und den jeweils modernsten Gegebenheiten angepasst. Untersuchungen ergaben, dass das Muttersalzbett ein Überbleibsel eines versiegten Meeres während des Perm-Zeitalters vor rund 250 Millionen Jahren darstellt. Berechnungen des sich unter der Erdoberfläche befindlichen Salzes ergaben ein Gesamtgewicht von ca. 3.791.508.184.000 Tonnen, wonach eine Gewinnung noch für viele Tausend Jahre verfügbar sein wird.  Das Salz besteht zu 98,2 bis 98,5 % aus reinem Natriumchlorid.
Im Frühsommer eines jeden Jahres wird in Grand Saline ein Salt Festival veranstaltet. Mittelpunkt ist dabei der aus Salzblöcken errichtete Salt Palace.

## Demografische Daten
Im Jahre 2014 wurde eine Einwohnerzahl von 3094 Personen ermittelt, was eine Zunahme um 2,2 % gegenüber dem Jahr 2000 bedeutet. Das Durchschnittsalter der Bewohner lag im Jahre 2014 mit 35,6 Jahren leicht über dem Durchschnittswert von Texas, der 34,5 Jahre betrug.

## Söhne und Töchter der Stadt
- Chris Tomlin (* 1972), Musiker